# Викерс F.B.25
Викерс F.B.25 (енгл. Vickers F.B.25) је британски ловачки авион. Авион је први пут полетео 1917. године. 

Највећа брзина авиона при хоризонталном лету је износила 138 km/h.
Распон крила авиона је био 12,65 метара, а дужина трупа 8,56 метара.

## Наоружање
| Наоружање авиона: Викерс       |                        |
| Ватрено (стрељачко) наоружање  |                        |
| Топ                            |                        |
| Број и ознака топа             | 1 ракетни бацач Викерс |
| Митраљез                       |                        |
| Бомбардерско наоружање (бомбе) |                        |
| Ракетно наоружање (ракете)     |                        |